# NGC 4718
NGC 4718 est une galaxie spirale barrée située dans la constellation de la Vierge. Sa vitesse par rapport au fond diffus cosmologique est de 5 057 ± 24 km/s, ce qui correspond à une distance de Hubble de 74,6 ± 5,2 Mpc (∼243 millions d'al). NGC 4718 a été découverte par l'astronome britannique John Herschel en 1830.
La classe de luminosité de NGC 4718 est II et elle présente une large raie HI.
Le professeur Seligman mentionne que IC 825 et NGC 4718 sont peut-être une seule et même galaxie.
À ce jour, six mesures non basées sur le décalage vers le rouge (redshift) donnent une distance de 62,667 ± 4,028 Mpc (∼204 millions d'al), ce qui est tout juste à l'extérieur des valeurs de la distance de Hubble. Notons cependant que c'est avec la valeur moyenne des mesures indépendantes, lorsqu'elles existent, que la base de données NASA/IPAC calcule le diamètre d'une galaxie et qu'en conséquence le diamètre de NGC 4718 pourrait être d'environ 39,5 kpc (∼129 000 al) si on utilisait la distance de Hubble pour le calculer.